# ニューロフィラメント
ニューロフィラメント（英: neurofilament、神経細糸）は、神経細胞（ニューロン）に特異的に分布する中間径フィラメント（英: intermediate filament）である。αインターネクシン、シネミン、ネスチンとともにtype IV型中間径フィラメントに分類されている。
中枢神経系（脊髄を含む）の神経細胞、末梢神経系の神経節細胞にほぼ普遍的に分布し、神経細胞の細胞体（英: perikarya）だけでなく軸索（英: axon）や樹状突起（英: dendrite）にも存在する。微小管（英: microtubule）と共に分化成熟した神経細胞の主要な細胞骨格として機能している。近年、中枢神経変性疾患で過剰リン酸化されたニューロフィラメントが神経細胞の封入体として沈着することが明らかになり、中間径フィラメントのリン酸化異常が引き金となって惹起される神経細胞の変性のメカニズムに関心が集まり、神経病理学的な研究が盛んに行われている。

神経細胞の構造図
en:Dendrites=樹状突起、:en:Rough ER (:en:Nissl body)=粗面小胞体（ニッスル小体）、:en:Polyribosomes=ポリリボソーム、:en:Ribosomes=リボソーム、:en:Golgi apparatus=ゴルジ体、:en:Nucleus=細胞核、:en:Nucleolus=核小体、:en:Membrane=膜、:en:Microtubule=微小管、:en:Mitochondrion=ミトコンドリア、:en:Smooth ER=滑面小胞体、:en:Synapse (Axodendritic)=シナプス（軸索樹状突起）
:en:Synapse=シナプス、 :en:Microtubule :en:Neurofibrils=微小管ニューロフィラメント、:en:Neurotransmitter=神経伝達物質、:en:Receptor=受容体、
en:Synaptic vesicles=シナプス小胞、:en:Synaptic cleft=シナプス間隙、
en:Axon terminal=軸索末端、:en:Node of Ranvier =ランヴィエの絞輪 、:en:Myelin Sheath(:en:Schwann cell)=ミエリン鞘（シュワン細胞）、:en:Axon hillock=軸索小丘、
en:Nucleus (:en:Schwann cell)=細胞核（シュワン細胞）、:en:Microfilament=マイクロフィラメント、:en:Axon=軸索

## ニューロフィラメントの発見
神経生理の実験モデルとして使用されてきたイカの巨大軸索（giant axon）から分離抽出されたのが最初である（Huneeus FC et al, 1970）。その後、哺乳動物であるラット、ウサギ、ウシの脳や脊髄後根神経節、坐骨神経などからも軸索を構成する細線維性蛋白として抽出され、微小管とは異なる10 nm径の神経細胞特異的な中間径フィラメントとして報告されるようになった。通常のイオン強度の抽出液ではグリア細胞のGFAPなどとの分離は難しい。8M尿素変性などにより可溶化されるが純化された蛋白を、SDS-PAGEなどで分析するとグリア由来のGFAPなどが混入するため4本以上のバンドが出現する。このうちニューロフィラメントに固有の蛋白は分子量の異なる3種類のアイソフォーム（isoform）で構成されていることが明らかになり、それぞれNF-H （分子量200kD）、 NF-M （分子量160kD）、 NF-L （分子量68kD）と略称されるようになった。3つを併せてneurofilament triplet proteinsとも呼ばれている（Liem RKH et al, 1978）。これらのサブユニットは異なる遺伝子にコードされているが、生成される蛋白はα-ヘリカル構造を有する長鎖ポリペプチドである。神経細胞内に分布するニューロフィラメントは程度の差はあれリン酸化された蛋白として存在しており、特にNF-H、NF-Mのような長鎖蛋白のC末端部のポリペプチドにはリン酸化部位が集中している。これらリン酸化された分子量の大きなニューロフィラメントは細胞体より軸索や樹状突起に優位な分布を示している。

## ニューロフィラメントに対する抗体
当初は、哺乳動物（ヒトを含む）の末梢神経や脊髄後根神経節から抽出したニューロフィラメントを抗原として作製された多価抗体を用いて免疫組織化学的な抗原局在が検討されてきた。しかし、抽出の過程で混入するグリア由来の細胞骨格蛋白（GFAPなど）に対する抗体も一緒に産生されるため特異性の高い標品を得ることが困難であった。しかしモノクローナル抗体作製技術の普及に伴って、Trojanowski JQ et al　（1987）らの研究グループはラット神経組織から抽出したニューロフィラメントを抗原にtriplet proteinsに対する特異性の高いモノクローナル抗体を多数開発し、生化学的な性状、細胞内局在、生理的意義を明らかにしてきた。その過程の副産物としてα-internexinなど新たな神経細胞特異的な中間径フィラメントの発見にも連なっている。多数のモノクローナル抗体パネルの中にはリン酸化されていないNF-Lをエピトープとするもの、C末端がリン酸化されたNF-M, NF-Hを認識する抗体などが含まれる。

## ニューロフィラメント抗体の病理診断への応用
病理診断の領域では、NF-H, NF-M, NF-Lに対するモノクローナル抗体を用いた免疫組織化学的染色が種々の腫瘍で試されている（Mukai M et al., 1986）。神経細胞への分化を示すパラガングリオーマ、神経節神経腫、神経節神経芽腫、神経芽腫はすべてで抗NF-L 抗体（68-kDa）に陽性であったが、抗NF-M 抗体、抗NF-H 抗体陽性率は低かった。また、神経内分泌腫瘍である肺小細胞癌でも抗NF抗体陽性と報告されている。現在、神経芽腫や神経内分泌腫瘍に関してはより特異性と感度に優れた免疫組織化学的なマーカーが診断に応用されており、外科病理の領域での抗NF抗体の需要はそれほど高くない。神経細胞の局在や神経突起の存在を証明するには微小管蛋白であるβ-tubulinや微小管関連蛋白であるMAP2、さらには従来からあるneuron specific enolase (NSE)などの方が安定した結果を得られる。
今日、神経病理学のツールとして重宝されているのはリン酸化されたNF subunitを特異的に認識するモノクローナル抗体であり、レビー小体（Lewy body）など過剰リン酸化されたニューロフィラメント変性産物の証明に用いられている。Trojanowski JQらが開発したモノクローナル抗体のシリーズはInvitrogen-Zymed社（）から入手可能で、様々なレパートリーのニューロフィラメント抗体が用意されている。

## 神経変性疾患とリン酸化ニューロフィラメント封入体
認知障害、錐体路症状、錐体外路症状を示す後天性神経変性疾患の一部で神経細胞への中間径フィラメント封入体形成を特徴とする病態が注目されている。封入体には過剰リン酸化されたNF-H、NF-Mの沈着が証明されている。NF-H、 NF-Mのような長鎖ニューロフィラメントは生理的レベルでもリン酸化された蛋白として軸索内を中心に分布が認められるが、過剰リン酸化により変性した中間径フィラメントが封入体となって神経細胞体に沈着することで細胞死や神経伝達機能の障害が起き、神経学的異常の原因となっていることが示唆されている。このような病的リン酸化に過程でサイクリン依存性キナーゼ群（cyclin-dependent kinase family；cdc2, cdk4, cdk5など）の諸酵素の異常活性化が関係していることが種々の実験事実から明らかにされている。こうした病態の解明を目的にサイクリン依存性キナーゼの活性化のメカニズムやその制御についての活発な研究が続いている。